# Oreina speciosa
Oreina speciosa là một loài bọ lá vai rộng thuộc họ Chrysomelidae, phân họ Chrysomelinae.

## Phân loài
- O. speciosa bosniaca Apfelbeck, 1912
- O. speciosa excellens Weise, 1907
- O. speciosa ganglbaueri Jakob, 1953
- O. speciosa huberi Bechyné, 1958
- O. speciosa lugdunensis Weise, 1907
- O. speciosa pretiosa Suffrian, 1851
- O. speciosa pseudoliturata G. Müller, 1916
- O. speciosa speciosa (Linnaeus, 1767)

## Hình ảnh

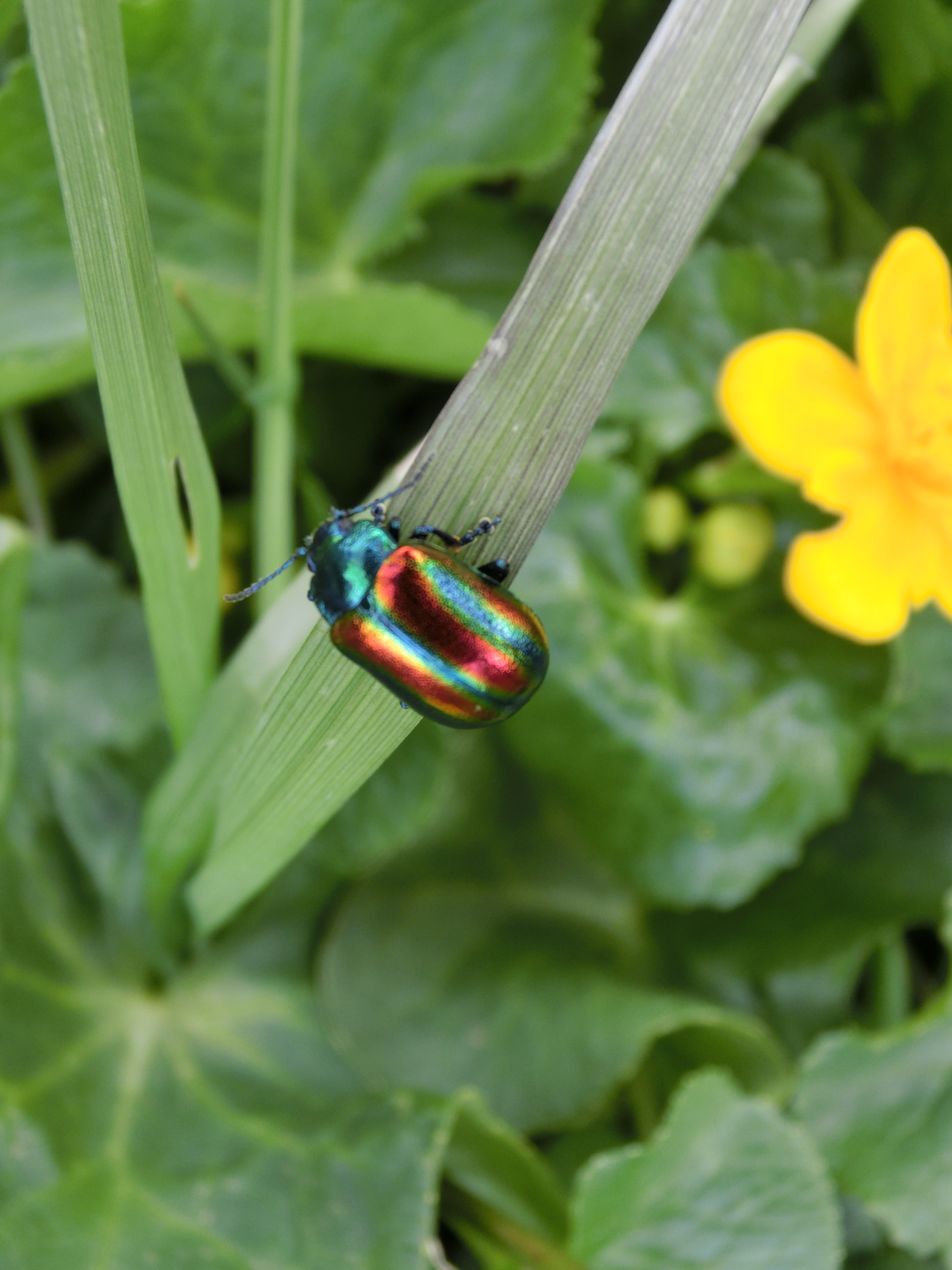